# Andreas Peter Hovgaard
Andreas Peter Hovgaard (1. november 1853 i Aarhus – 15. marts 1910 i København) var en dansk søofficer og polarforsker.
Hovgaard blev sekondløjtnant 1874, premierløjtnant 1876, kaptajn 1888 og kommandør 1901. Han var fra 1906 kongens jagtkaptajn. Efter at have gennemgået hærens officersskoles ældste klasses stabsafdeling var Hovgaard så heldig at blive deltager i Nordenskiölds berømte
"Vega-ekspeditionen" og kom til at lede de magnetiske og meteorologiske observationer.
Et par år efter hjemkomsten udkastede han en plan til at finde den forsvundne "Jeannette-ekspedition", en plan, som ved sit klare blik på forholdene i Polarhavet vakte stor opmærksomhed i de Forenede Stater, men som ikke kom til udførelse, da en af Jeannettes både imidlertid landede ved Lenaflodens munding. De fremkomne efterretninger bekræftede rigtigheden af Hovgaards teorier om, hvor Jeannette skulle være søgt.
Hovgaard udkastede nu en plan til et rekognosceringstogt for at konstatere den formodede nordgående strøm fra farvandet nord for Kap Tscheljuskin, øst og nord om Franz Josefs Land til Grønland, ved hvilken strøm Hovgaard mente, at det kunde lykkes at komme til Nordpolen. Ved Augustin Gaméls storslåede offervillighed lykkedes det Hovgaard 1882 at udruste "Dijmphna-ekspeditionen".
Den havde tillige til formål at foretage fysiske observationer i tilslutning til de 1882—83 virkende internationale polarstationer. Det var et vanskeligt isår. Først i midten af september lykkedes det at trænge ind i Karahavet, og for at bringe hjælp til det hollandske ekspeditionsskib "Varna", der lå indesluttet i drivisen, gik Dijmphna ud af sin rute i det forholdsvis isfri kystvand og sad i drivisen, hvor det holdtes fast vinteren over.
Isskruningerne var voldsomme: Varna blev ved juletid skruet ned og besætningen reddet til Dijmphna; men trods den stadige fare for undergang og trods det uafladelige beredskab på at forlade skibet og redde besætningerne over isflagerne, fortsattes arbejderne med trawling, dybdemåling med mere. Da det september 1883 lykkedes Hovgaard under meget vanskelige omstændigheder at bringe Dijmphna ud af isen og hjem, viste det sig, at det videnskabelige udbytte havde været over forventning godt. Resultatet er udgivet af Zoologisk Museum og Meteorologisk Institut.
Hovgaard førte postdampskib på Island 1889—92, var i en årrække ansat i marinens stab og ledede som jagtkaptajn kong Frederik VIII's rejse til Island 1907. Han havde et særdeles klart blik for al organisation og gik løs på enhver opgave med enestående energi og udholdenhed. Hans mod, koldblodighed og rolige sikre omdømme i farens stund gjorde ham til en fortrinlig fører og skibschef. Hovgaard har skrevet Nordenskiöld’s Rejse omkring Asien og Europa (1881), Forslag til en dansk arktisk Ekspedition (1882), Dijmphna-Ekspeditionen 1882—83 (1884) og endelig Kompassets Kompensation og Deviationens Undersøgelse (1888).